# فورد تاروس (نسل ششم)
فورد تاروس (نسل ششم) (Ford Taurus (sixth generation)) خودرویی است که از سال June ۱۵، ۲۰۰۹ تا کنون  در شیکاگو، ایلینوی و ایالات متحده آمریکا تولید شده‌است.
این خودرو در کلاس خودرو سایز بزرگ قرار گرفته، طراحی آن موتور جلو، خودرو محور جلو و خودرو چهار چرخ محرک بوده است. سیستم جعبه‌دندهٔ آن ۶ دنده به صورت خودکار است.